# 熊本県医師会

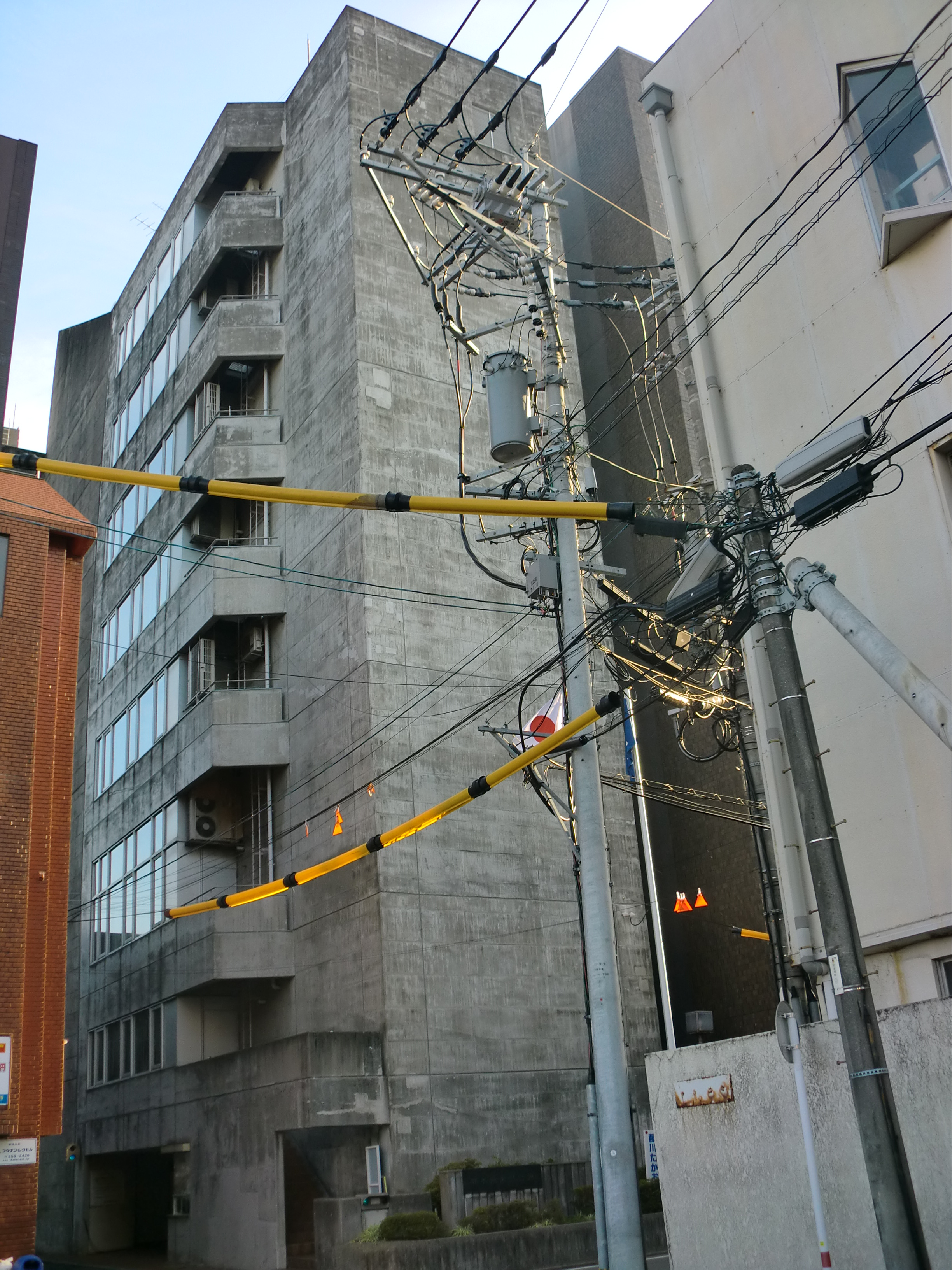
熊本県医師会のある熊本県医師会館

公益社団法人熊本県医師会（くまもとけんいしかい、英称 Kumamoto Medical Association）は、熊本県知事所管の熊本県の医師を会員とする公益法人。

## 本部所在地
熊本県熊本市中央区花畑町1-13 
【熊本県医師会館の建築】
かつての会館建築は坂倉準三設計によるものであったが、現在の建築はプロポーザルにより今村雅樹＋伊藤喜三郎建築研究所により設計された。

## 郡市医師会
- 熊本市医師会
- 玉名郡市医師会
- 荒尾市医師会
- 鹿本郡市医師会
- 菊池郡市医師会
- 阿蘇郡市医師会
- 上益城郡医師会
- 下益城郡医師会
- 宇土郡市医師会
- 八代市医師会
- 八代郡医師会
- 水俣市・葦北郡医師会
- 人吉市医師会
- 球磨郡医師会
- 天草郡市医師会
- 熊本大学医師会